# Festival de Música y Artes de Coachella Valley
El Festival de Música y Artes de Coachella Valley (en inglés Coachella Valley Music and Arts Festival, también conocido simplemente como Coachella Festival) es un gran festival de música que se lleva a cabo el mes de abril en California, en el Valle de Coachella del desierto de Colorado. Cofundado por Paul Tollett y Rick Van Santen en 1999, y organizada por Goldenvoice, una subsidiaria de AEG Presents, en él se presentan artistas de fama mundial, así como artistas emergentes y grupos reunidos de distintos géneros musicales como el rock alternativo, indie rock, pop, hip hop, electrónica y K-pop, así como instalaciones artísticas y esculturas entre otros.
Es uno de los festivales de música más grandes, famosos y rentables de Estados Unidos y del mundo. Cada Coachella escenificada entre 2013 y 2015 estableció nuevos récords de asistencia al festival e ingresos brutos. El festival de 2017 contó con la asistencia de 250.000 personas, y recaudó 114,6 millones de dólares. El éxito de Coachella llevó a Goldenvoice a establecer festivales de música adicionales en el sitio, incluido el festival anual de música country Stagecoach, el festival Big 4 thrash metal y el Desert Trip, orientado al rock.

## Historia

### -1999-
Del 9 al 10 de octubre de 1999, se llevó a cabo el Festival inaugural de Música y Arte de Coachella Valley. Encabezando el evento estuvieron Beck, Tool y Rage Against the Machine; otros actos incluyeron a Chemical Brothers, Morrissey, A Perfect Circle, Jurassic 5 y Underworld. Originalmente, los promotores esperaban hacer el evento tres días (de viernes a domingo) e incluso consideraron al grupo británico Massive Attack como cabeza de cartel del tercer día. Los organizadores se esforzaron por recrear festivales de música europeos con pequeñas multitudes en un gran escenario con muchos tocadiscos. Al contratar actos basados en el arte en lugar de la popularidad de la radio, Coachella se ganó el título de "el anti-Woodstock".
Los boletos se vendieron por $ 50 por día, vendiendo alrededor de 17.000 entradas para el primer día y 20.000 para el segundo, debajo de la meta general de asistencia de 70.000 espectadores. A los asistentes se les ofreció estacionamiento gratuito y una botella de agua gratis a la entrada. El evento transcurrió sin contratiempos, con una multitud educada que contrastaba marcadamente con la violencia que asolaba Woodstock '99; los mayores desafíos para los asistentes al concierto de Coachella fueron las temperaturas superiores a 100 °F y las decisiones de a cuál de los más de 80 actos asistir. El festival fue bien considerado entre los asistentes y críticos; Pollstar lo nombró festival del año, y Robert Hilburn del Los Angeles Times dijo que "sentó las bases de lo que algún día podría ser un legado propio". Sin embargo, Goldenvoice perdió $ 850.000 en la empresa, obligó al promotor, en palabras de Tollett, a "luchar durante casi dos años para sobrevivir como empresa". Actos destacados, incluidos los artistas principales, acordaron recibir una compensación diferida.

### -2000-
Goldenvoice reservó fechas tentativas para octubre de 2000 para repetir el festival, pero finalmente canceló para ese año; Tollett culpó a la sobresaturación de los festivales de música en el sur de California. En cambio, Goldenvoice se asoció con el promotor Pasquale Rotella para organizar el festival de música electrónica de baile Nocturnal Wonderland en el Empire Polo Club en septiembre de 2000.

### -2001-
Goldenvoice optó por traer de regreso a Coachella en abril de 2001 en un intento por combatir el calor. Los precios de las entradas se elevaron a 65 dólares. Los organizadores encontraron dificultades para reservar actos para el festival y, debido al "talento disponible", se vieron obligados a acortar el festival a un solo día. Los problemas para conseguir un cabeza de cartel amenazaban con condenar el evento hasta que Perry Farrell accedió a llevar a su grupo reunido Jane's Addiction al procedimiento. En medio de todas las preocupaciones financieras, Tollett acordó vender Goldenvoice a Anschutz Entertainment Group (AEG) en marzo de 2001 por $ 7 millones. AEG, que había abiertoStaples Center en Los Ángeles dos años antes, compró al promotor para ayudarlos a encontrar espectáculos para reservar. La corporación quería que Tollett continuara organizando Coachella, entendiendo que inicialmente perdería dinero; Tollett inicialmente retuvo el control total de Coachella como resultado de la adquisición. Al igual que su predecesor, el festival de 2001 transcurrió sin problemas; Asistieron 32.000 personas, ya pesar de sufrir una pérdida nuevamente, Tollett estima que fue una "suma baja, baja de seis cifras"

### -2002-
Para su tercera entrega, Coachella volvió a un formato de dos días y se llevó a cabo del 27 al 28 de abril de 2002. Tollett dijo que el evento se amplió a un segundo día después de que más actos comenzaron a expresar interés en participar. Con alrededor de 60 artistas actuando, el festival contó con los artistas principales Björk y Oasis, junto con una reunión de Siouxsie y los Banshees. Los nativos de Palm Desert Queens of the Stone Age se convirtieron en la primera banda local en tocar en el festival. Se hicieron varios cambios para ese año: se usó una carpa menos, reduciendo el número de etapas de cinco a cuatro y se quitó una cerca en el medio del campo de polo para aumentar la apertura del sitio. Los fuertes actos de apoyo ayudaron a demostrar a la comunidad de Indio que el evento podría generar dinero y llevarse a cabo sin conflictos. Más de 55.000 personas asistieron durante los dos días, y, por primera vez, el festival casi alcanzó el punto de equilibrio.

### -2003-
El festival de 2003 tuvo lugar del 26 al 27 de abril. Entre los 82 actos reservados por Goldenvoice estaban los artistas principales de Red Hot Chili Peppers y Beastie Boys, así como un Iggy Pop y los Stooges reunidos. Las actuaciones se realizaron en dos escenarios al aire libre y en tres carpas. Los precios de las entradas se mantuvieron en $ 75 por día, pero aumentaron a $ 140 por un pase de dos días. Por primera vez, se ofreció acampar en el lugar; el Ayuntamiento de Indio aprobó acampar durante la noche en el sitio, permitiendo hasta cuatro personas en cada uno de los 2.252 lugares para acampar. El festival atrajo a 60.000 personas, la mayor multitud de Coachella hasta ese momento. El festival comenzó a desarrollar un interés mundial y a recibir renombre nacional. A fines de diciembre de 2003, Van Santen murió a la edad de 41 años por complicaciones relacionadas con la influenza. Con Tollett a la izquierda, vendió la mitad de Coachella a AEG en 2004, junto con la participación mayoritaria en el festival.

### -2004-
El evento de 2004 contó con una alineación de más de 80 actos, con Radiohead y The Cure como cabezas de cartel, junto con una reunión de Pixies. Fue la primera venta total de Coachella, con un total de 110.000 personas durante dos días. Por primera vez, el festival atrajo a asistentes de los 50 estados de EE. UU. El evento fue aclamado por la crítica; Hilburn lo llamó "el principal festival de música pop del país", mientras que Rolling Stone lo denominó "Mejor Festival de Música de Estados Unidos". Tollett dijo que 2004 fue el punto de inflexión para Coachella, y le dio crédito a la contratación de Radiohead por elevar la estatura y el interés del festival entre los músicos. Sin embargo, también describió el evento de ese año como una oportunidad perdida, ya que dejó pasar la oportunidad de expandirlo a un tercer día que podría haber presentado a David Bowie como cabeza de cartel.

### -2005-
El evento de 2005 se llevó a cabo del 30 de abril al 1 de mayo y contó con Coldplay y Nine Inch Nails como cabezas de cartel, junto con una reunión de Bauhaus y fue la primera actuación de Tool en EE. UU. desde 2002. Otros actos entre los ochenta programados para actuar incluyeron New Wavers Franz Ferdinand y Bloc Party, los roqueros My Morning Jacket, las disco Scissor Sisters y los indies de Brooklyn Yeah Yeah Yeahs y TV on the Radio. Entre los artistas más tranquilos se encontraron Cat Power y el ambiente islandés Sigur Ros. Common, Atmosphere, Lady Sovereign, junto con los DJ Danger Mouse y Paul Oakenfold. La generación más joven del reggae estuvo representada por Damian Marley y Hasidic rasta Matisyahu.
Aproximadamente 50.000 personas asistieron cada día del festival.

### -2006-
El evento de 2006 contó con artistas como Depeche Mode y Tool. Dos de las actuaciones más populares fueron Madonna, que tocó en una carpa de baile desbordada, y Daft Punk, cuyo espectáculo con un escenario en forma de pirámide se cita como una de las actuaciones más memorables en la historia de Coachella. Alrededor de 120.000 asistentes al concierto asistieron al evento durante dos días, obteniendo a Goldenvoice una recaudación de $ 9 millones.

### -2007-
En 2007, Goldenvoice inauguró el Stagecoach Festival, un festival anual de música country que también se lleva a cabo en el Empire Polo Club el fin de semana siguiente a Coachella. El nuevo evento ayudó a evitar complicaciones con la organización de Coachella; El propietario del club de polo, Alex Haagen III, había planeado remodelar el terreno a menos que se pudiera crear un nuevo evento rentable para hacer financieramente viable un contrato de arrendamiento a largo plazo con Goldenvoice. Junto con la incorporación del nuevo festival, Coachella se extendió permanentemente a tres días en 2007. Los actos principales fueron Red Hot Chili Peppers, Rage Against the Machine reunido y Björk, todos los cuales encabezaron por segunda vez. El festival compiló una asistencia total de tres días de más de 186.000, un nuevo récord y recaudó $ 16,3 millones.

### -2008-
En 2008, Coachella no llenó por primera vez desde 2003. Contó con los artistas principales Prince, Roger Waters y Jack Johnson. El cerdo de utilería inflable de Waters se fue volando durante su presentación. El festival de 2008 atrajo una asistencia de 151.666 y recaudó $ 13.8 millones, pero perdió dinero debido a que las entradas no se agotaron y las altas tarifas de inscripción pagadas por Prince y Roger Waters.

### -2009-
El festival de 2009 tuvo lugar una semana antes de lo habitual. Las nuevas fechas fueron el 17, 18 y 19 de abril. El evento contó con los artistas principales Paul McCartney, The Killers y The Cure. El viernes, McCartney superó el estricto toque de queda del festival por 54 minutos. El domingo, The Cure detuvo su actuación abruptamente, con el festival cortando el poder escénico después de pasar su propio toque de queda por 30 minutos. Las actuaciones notables incluyeron a Franz Ferdinand, MIA (cuyo bis de 2005 en una carpa fue la primera en el festival), Yeah Yeah Yeahs y apariciones raras de los artistas Leonard Cohen, Dr. Dog y Throbbing Gristle. El festival atrajo una asistencia total de 152,962 y recaudó $ 15,328,863. .....

### -2010-
Los organizadores eliminaron la venta de entradas para un solo día para 2010 y, en su lugar, instituyeron una nueva política que ofrecía entradas solo para tres días Lo que generó reacciones encontradas. Los artistas principales incluyeron a Jay-Z,Lady Gaga Muse y Gorillaz, y las reuniones de Faith No More y Pavement. A pesar de las reservas de Tollett sobre la celebración de un festival en 2010 debido a la economía, Coachella atrajo a 75.000 espectadores cada día ese año, para una asistencia total estimada de 225.000, superando los récords anteriores. Miles de fanáticos atravesaron las vallas, lo que generó preocupaciones sobre el hacinamiento. El festival recaudó 21.703.500 dólares. Los viajes internacionales se vieron interrumpidos por la erupción del volcán Eyjafjallajökull en Islandia, lo que provocó que algunos actos europeos, como Conejo asustado, Gary Numan y Delphic, cancelaran sus apariciones en el festival.

### -2011-
Antes del festival de 2011, Goldenvoice hizo varias inversiones y mejoras a nivel local para ayudar a apoyar a Coachella. Además de financiar un carril adicional para Avenue 50, que limita con el festival, el promotor despejó espacio adicional en los campos de polo al nivelar un área de 250,000 pies cuadrados y mover establos de caballos. También se mejoraron la iluminación y la seguridad para ayudar a que el festival se desarrolle sin problemas. Los artistas principales del evento de ese año fueron Kings of Leon, Arcade Fire, Kanye West y The Strokes, junto con otros 190 actos secundarios. El festival de 2011 recaudó 24.993.698 dólares de 75.000 asistentes pagados, para una asistencia total de 225.000 durante todo el fin de semana de tres días.

### -2012-
El 31 de mayo de 2011, Goldenvoice anunció que a partir del festival de 2012, Coachella se expandiría a un segundo fin de semana con boletos por separado, con alineaciones idénticas para cada uno. Al explicar la decisión, Tollett dijo que la demanda de boletos aumentó en 2011 incluso después de que "las operaciones no fueron las mejores [que han tenido]" en 2010 y que no quería satisfacer esa demanda al permitir asistentes adicionales para abarrotar el lugar. Rolling Stone lo calificó como un "movimiento muy arriesgado" y dijo que "no había garantía de que la demanda [fuera] lo suficientemente alta como para vender el mismo billete durante dos fines de semana consecutivos". No obstante, las entradas de 2012 se agotaron en menos de tres horas.
El festival de 2012 contó con cabezas de cartel como Black Keys, Radiohead y una facturación doble de Dr. Dre y Snoop Dogg. Durante las actuaciones de este último, una proyección del rapero fallecido Tupac Shakur apareció en el escenario (un actor de voz interpretó sus líneas de introducción) y comenzó a interpretar "Hail Mary" y "2 of Amerikaz Most Wanted". Aunque los medios se refirieron a la tecnología como un "holograma", la proyección fue de hecho creada usando el sistema Musion Eyeliner, que emplea una versión del fantasma de Pepper. Tras la actuación, la proyección desapareció. Dr. Dre había pedido permiso a la madre de Shakur, Afeni, quien dijo al día siguiente que estaba encantada con la actuación. También se planeó una proyección del cantante fallecido Nate Dogg, pero Dr. Dre decidió no hacerlo. El festival de 2012 recaudó $ 47,313,403 de 158,387 asistentes pagados durante los dos fines de semana; se vendieron 80.726 entradas para el primer fin de semana y 77.661 para el segundo.

### -2013-
Antes del festival de 2013, se anunció que Goldenvoice había llegado a un acuerdo con la ciudad de Indio para mantener los festivales de Coachella y Stagecoach allí hasta el 2030. Como parte del acuerdo, la participación en los ingresos por entrada de Indio aumentaría de $ 2,33 por entrada. a $ 5.01. Encabezando el festival de 2013 estuvieron Blur, The Stone Roses, Phoenix y Red Hot Chili Peppers. Los boletos de admisión general se vendieron por $ 349, un aumento de $ 34 con respecto al año anterior. El festival recaudó 67,2 millones de dólares en ventas de entradas y asistieron 180.000 personas, lo que lo convirtió en el festival de música más importante del mundo. En julio de 2013, Goldenvoice finalizó una compra de $ 30 millones de 280 acres de tierra que rodea el Empire Polo Club, incluido el Eldorado Polo Club de 200 acres. El terreno, previamente arrendado a Eldorado, se utilizará para proporcionar más espacio para estacionamiento y uso general para el festival. Tollett dijo que la compra tenía la intención de "ayudar a [Goldenvoice] a instalar algo de infraestructura para que ellos no tengan que volver y hacer las mismas cosas cada año".

### -2014-
El festival de 2014, que se celebró del 11 al 13 de abril y del 18 al 20 de abril, contó con 184 artistas. Un Outkast reunido encabezó el viernes, Muse el sábado y Arcade Fire el domingo. Las entradas de admisión general se agotaron en menos de 20 minutos, mientras que todas las demás entradas (incluidas las entradas vip de más de $ 5,000) se agotaron en menos de 3 horas. El festival de ese año contó con 96,500 asistentes diarios y recaudó un récord de $ 78,332 millones. Por cuarto año consecutivo, Coachella fue nombrada el Mejor Festival en los Billboard Touring Awards. 

### -2015-
El festival de 2015, celebrado del 10 al 12 y del 17 al 19 de abril, contó con los artistas principales AC / DC, Jack White y Drake, con una aparición sorpresa de Madonna durante la actuación del primer fin de semana de este último. Los boletos de admisión general nuevamente se agotaron en menos de 20 minutos. El evento estableció nuevos récords de boletos vendidos (198,000) y total bruto ($ 84,264,264) para un festival. El festival ganó el premio Pollstar al Major Music Festival of the Year, marcando la décima vez en 11 años que Coachella ganó el premio Nicki Minaj

### -2016-
En marzo de 2016, el Ayuntamiento de Indio aprobó una medida para aumentar el límite de asistencia de Coachella de 99.000 a 125.000, estipulando que la capacidad se incrementaría gradualmente, dando tiempo a la ciudad para acomodar a las multitudes. Goldenvoice aumentó el tamaño del lugar en aproximadamente 50 acres a lo largo de Monroe Street, Avenue 50, Avenue 52 y Polo Road. El festival de 2016 se llevó a cabo del 15 al 17 y del 22 al 24 de abril, y fue encabezado por un LCD Soundsystem reunido, un Guns N' Roses reunido (con los miembros originales Axl Rose, Slash y Duff McKagan) y Calvin Harris. La aparición de Ice Cube contó con una reunión de NWA, mientras que la presentación del primer fin de semana de Guns N' Roses contó con una aparición especial de Angus Young de AC/DC, quien encabezó el año anterior; el cameo ocurrió el mismo día que Rose fue anunciado como el cantante de AC/DC para el final de su tour. El segundo fin de semana estuvo marcado por varios homenajes a Prince, el artista principal de 2008 que murió justo antes de los shows del fin de semana. El festival vendió 198.000 entradas y recaudó 94,2 millones de dólares.

### -2017-
La edición 2017 de Coachella se llevó a cabo del 14 al 16 de abril y del 21 al 23 de abril y contó con Radiohead, Lady Gaga y Kendrick Lamar como artistas principales. Beyoncé fue originalmente anunciada como cabeza de cartel, pero se vio obligada a retirarse por consejo de sus médicos después de quedar embarazada; anunció que en su lugar encabezaría el festival de 2018. Las entradas se agotaron a las pocas horas de salir a la venta. El evento vio el debut de la nueva carpa Sonora solo durante el día. El festival de 2017 atrajo a 250.000 asistentes y recaudó $ 114,6 millones, marcando la primera vez que un festival recurrente recaudó más de $ 100 millones. Entre los dos fines de semana de Coachella, las escenas de la película A Star Is Born, protagonizada por Lady Gaga y Bradley Cooper, se filmaron en el recinto del festival
En enero de 2017, circularon informes de que el propietario de AEG, Philip Anschutz, había donado a muchas causas de derecha, incluidas organizaciones que promueven la discriminación LGBTQ y la negación del cambio climático. La noticia provocó llamadas a los fanes para que boicotearan el festival. Anschutz denunció la controversia como "noticias falsas", diciendo que nunca contribuiría a sabiendas a una organización anti-LGBTQ y que dejaría de donaciones a cualquier grupo del que tuviera conocimiento.

### -2018-
El festival de 2018 contó con las actuaciones principales de The Weeknd, Beyoncé,MGMT y Eminem. Para compensar su cancelación el año anterior, Beyoncé se convirtió en la primera mujer afrodescendiente en encabezar el festival. Sus actuaciones rindieron homenaje a la cultura de colegios y universidades históricamente negros, con una banda de marcha completa y bailarines majorette, al tiempo que incorporan varios aspectos de la vida griega negra, como un espectáculo de pasos, junto con pasear por promesas. Las actuaciones también estuvieron influenciadas por el feminismo negro, tomando muestras de autores negros y presentando apariciones en el escenario de Kelly Rowland y Michelle Williams, miembros de Destiny's Child, así como de su hermana Solange Knowles. Las actuaciones de Beyoncé recibieron elogios generalizados inmediatos, y fueron descritas por muchos medios de comunicación como históricas. El crítico musical del New York Times Jon Caramanica escribió: "No es probable que haya una actuación más significativa, absorbente, contundente y radical de un músico estadounidense este año, o en cualquier otro año próximo, que la presentación de Beyoncé". Su actuación obtuvo 458.000 espectadores simultáneos en YouTube para convertirse en la actuación más vista del festival hasta la fecha, y todo el festival tuvo un total de 41 millones de espectadores, lo que lo convierte en el evento más transmitido en vivo de la historia.
Un informe en Teen Vogue describió el acoso y la agresión sexual "desenfrenada" en el festival de 2018, y la autora dijo que la manosearon 22 veces en 10 horas. En respuesta, Goldenvoice anunció una nueva iniciativa en enero de 2019 llamada "Every One", que comprende "recursos y políticas de los fans" para combatir la conducta sexual inapropiada y mejorar las respuestas del festival a tal comportamiento. Se pusieron a disposición "embajadores de seguridad" para dirigir a los asistentes a consejeros profesionales, y se agregaron ubicaciones especialmente marcadas para que los asistentes busquen servicios o informen incidentes de conducta sexual inapropiada. Uno de los objetivos del programa decía: "Estamos tomando medidas deliberadas para desarrollar una cultura de festivales que sea segura e inclusiva para todos"

### -2019-
Coachella celebró su vigésimo aniversario en 2019. Se llevó a cabo del 12 al 14 de abril y del 19 al 21 de abril y estuvo encabezado por Childish Gambino, Tame Impala y Ariana Grande quien, a los 25 años, se convirtió en la artista más joven en encabezar el festival y solo en su cuarta cabeza de cartel femenina. En la alineación junto a Childish Gambino se incluyó al grupo femenino de K- Pop BLACKPINK, siendo el primer acto femenino coreano en actuar en Coachella, el primer acto del género K-Pop y el segundo acto coreano en actuar, siguiendo a sus excompañeros de sello Epik High.
El festival estuvo plagado de varios desafíos. Según los informes, Justin Timberlake iba a ser titular, pero tuvo que cancelarlo después de lastimarse las cuerdas vocales. Goldenvoice también se vio obligado a abandonar los planes para Kanye West.al titular, ya que no pudieron acomodar su solicitud de construir una cúpula gigante para su actuación en medio del recinto del festival. En cambio, a West se le permitió realizar la primera presentación pública del "Servicio Dominical" en Pascua el 21 de abril en los campamentos del lugar. West y un coro de góspel interpretaron una lista de canciones de aproximadamente 33 canciones, así como versiones clásicas de R&B y góspel. El primer fin de semana del festival sufrió dificultades técnicas de audio con varias actuaciones de alto perfil. El fin de semana siguiente, The Daily Beast publicó un informe sobre el supuesto "trato inhumano" de los guardias de seguridad del festival. Los trabajadores mencionaron las malas condiciones de las tiendas, la comida y el agua insuficientes, las largas horas bajo el sol, los salarios mínimos y la mala comunicación y coordinación entre los organizadores y las empresas de seguridad subcontratadas.

### -2020-
El festival de 2020 estaba originalmente programado para realizarse del 10 al 12 de abril y del 17 al 19 de abril con Rage Against the Machine, Travis Scott y Frank Ocean como artistas principales. Debido a la pandemia de COVID-19, el festival se pospuso inicialmente hasta el 9-11 de octubre y el 16-18 de octubre, sin embargo en junio, los funcionarios de salud pública del condado de Riverside lo anunciaron y Stagecoach se había cancelado por completo.
El 10 de abril, un documental que describe los 20 años de historia del festival, Coachella: 20 años en el desierto, fue lanzado en YouTube para coincidir con la fecha de inicio original del evento de 2020. 

### -2021-
El festival de 2021 fue cancelado debido al COVID 19

### -2022-
Coachella 2022 marcó el regreso del icónico festival de música tras dos años de cancelaciones debido a la pandemia de COVID-19. Celebrado del 15 al 24 de abril en Indio, California, el evento atrajo a miles de fanáticos y contó con una alineación impresionante. Artistas como Billie Eilish, Harry Styles y Swedish House Mafia encabezaron el cartel, mientras que Bad Bunny hizo historia como el primer artista latino en cerrar el festival, atrayendo a una gran multitud.
La asistencia fue de aproximadamente 125,000 personas por día, generando un ambiente vibrante y festivo. Coachella 2022 también destacó por su compromiso con la sostenibilidad, implementando prácticas ecológicas y promoviendo experiencias interactivas, como instalaciones artísticas y espacios para relajarse.
Las presentaciones fueron memorables, con Billie Eilish emocionando a la audiencia con su energía y su potente voz, mientras que Harry Styles ofreció un espectáculo lleno de carisma y nostalgia. Además, el festival mantuvo su famosa atmósfera de moda, con asistentes que exhibieron estilos únicos y creativos.
En general, Coachella 2022 no solo celebró la música, sino también la comunidad y el reencuentro, consolidándose una vez más como uno de los festivales más emblemáticos del mundo.

### -2023-
Coachella 2023, celebrado del 14 al 23 de abril en Indio, California, fue otro año memorable que reafirmó la importancia del festival en el panorama musical. Con una alineación estelar que incluyó a Bad Bunny, Blackpink y Frank Ocean como cabezas de cartel, el evento atrajo a multitudes masivas y ofreció una experiencia diversa en géneros musicales. Bad Bunny hizo historia nuevamente al ser el primer artista en español en encabezar el festival, generando un gran entusiasmo entre sus fans.
El ambiente del festival fue electrizante, con los asistentes disfrutando de actuaciones enérgicas y colaboraciones sorpresa, además de una atmósfera festiva marcada por la moda única y creativa de los participantes. Las instalaciones artísticas y las experiencias interactivas también fueron un punto destacado, con nuevas obras que enriquecieron el entorno visual del festival.
A pesar de la ausencia de Frank Ocean en su primera presentación, las actuaciones de otros artistas como BLACKPINK y el regreso de grupos como Gorillaz mantuvieron la energía alta. Coachella 2023 no solo celebró la música, sino que también sirvió como un punto de encuentro cultural, reafirmando su estatus como un evento imperdible para amantes de la música de todo el mundo. La experiencia colectiva de reencuentro y celebración fue verdaderamente especial.

### -2024-
Coachella 2024 fue un evento musical que marcó un hito en la historia del festival. Celebrado en dos fines de semana, del 12 al 14 y del 19 al 21 de abril, Coachella 2024 reunió a cientos de miles de asistentes de todo el mundo en el Empire Polo Club de Indio, California.
Una edición con sabor latino: Una de las características más destacadas y elogiadas  de este año fue la fuerte presencia de artistas latinos, lo que lo convirtió en uno de los Coachella con mayor representación hispana hasta la fecha. Talentos como Peso Pluma, J Balvin, Carín León y Bizarrap compartieron escenario con grandes nombres de la música internacional.
Artistas principales y diversidad musical: El cartel de Coachella 2024 fue extremadamente variado, abarcando géneros como el pop, rock, hip-hop, electrónica y música latina. Además de los artistas latinos mencionados, destacaron presentaciones de Lana del Rey, Tyler the Creator, Doja Cat, Blur y muchos más.
Experiencia más allá de la música: Coachella no es solo un festival de música, sino una experiencia completa. Los asistentes pudieron disfrutar de instalaciones artísticas, moda, gastronomía y actividades diversas. El festival se ha convertido en un referente de la cultura pop, generando tendencias y marcando el pulso de la música contemporánea.

## Impacto y legado

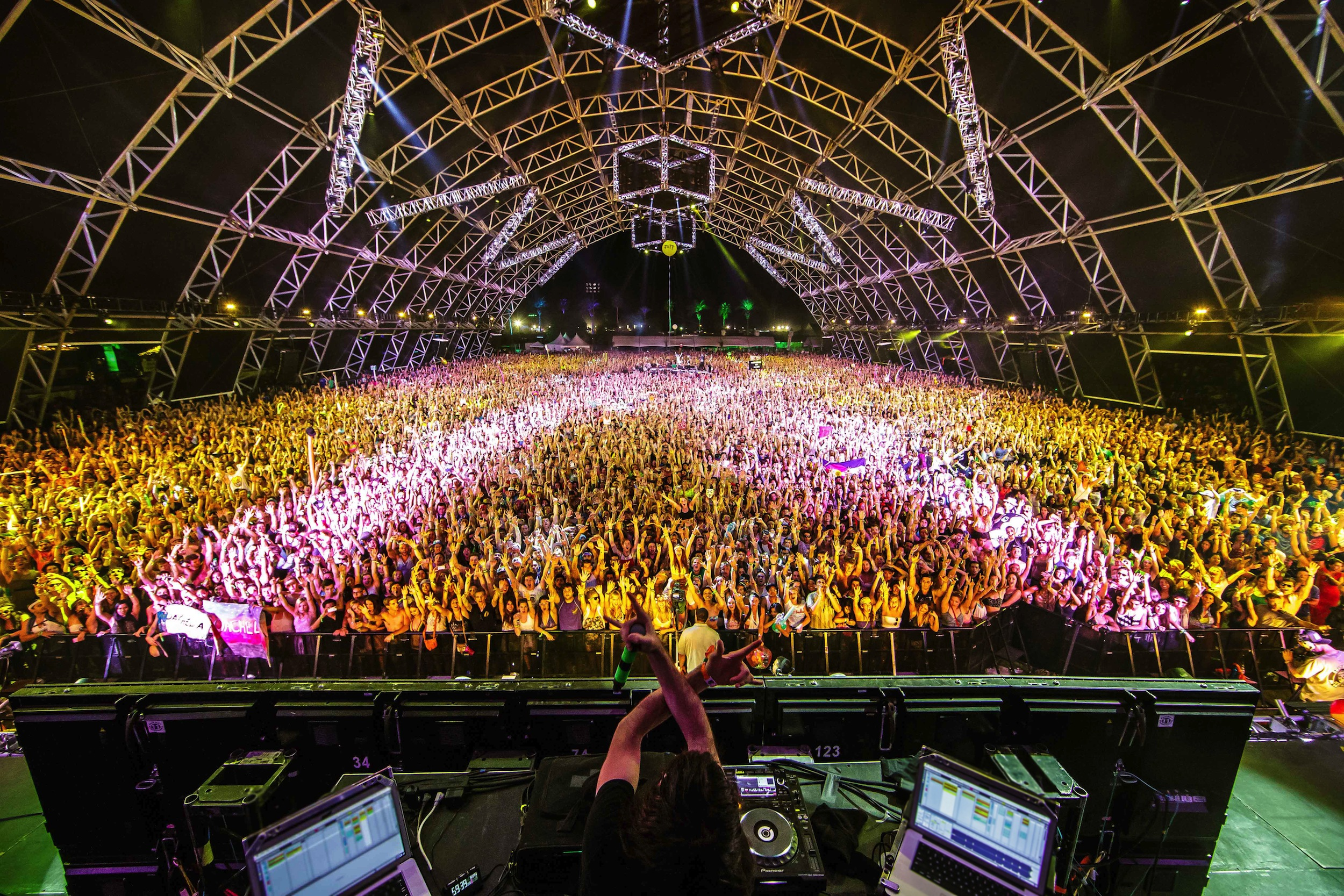
Coachella 2013

El éxito de Coachella en sus primeros años demostró que los festivales de música estadounidenses podían funcionar y tener éxito en forma de destino, a diferencia de un festival itinerante. En los años posteriores al éxito de Coachella, muchos otros festivales han seguido sus pasos, copiando su formato como festival de destino con múltiples escenarios, atracciones, arte y campin. Algunos de estos nuevos festivales han crecido hasta alcanzar el mismo éxito que Coachella, como Lollapalooza en Chicago, Governors Ball en la ciudad de Nueva York, Outside Lands en San Francisco, Stereo Pícnic en Bogotá y Bonnaroo en Tennessee. Según una clasificación de 2015 realizada por el minorista de entradas en línea viagogo, Coachella fue la segunda entrada para conciertos más solicitada, solo por detrás del festival Tomorrowland.
Coachella es considerado un pionero en la música y la moda. La cantante Katy Perry dijo: "La alineación siempre presenta lo mejor del año durante el resto del año".
Coachella se ha hecho conocida por la variedad de prendas distintivas que usan los asistentes, que incluyen principalmente combinaciones eclécticas de colores, materiales y préstamos étnicos. Esto último también ha resultado en una reacción violenta con respecto a la apropiación cultural, particularmente para los no nativos que usan tocados y pintura corporal inspirados en los nativos americanos, así como elementos afroamericanos y asiáticos.
Según un estudio de impacto económico de 2012, Coachella aportó 254,4 millones de dólares a la región del desierto ese año; de ese total, Indio recibió $ 89,2 millones en gastos de consumo y $ 1,4 millones en ingresos fiscales. El otro festival de Goldenvoice en el Empire Polo Club, Stagecoach, ha sido llamado "primo" de Coachella, pero ha crecido a un ritmo más rápido, y finalmente se agotó por primera vez en 2012 con 55.000 asistentes. Juntos, los expertos estimaron que los dos festivales tuvieron un impacto global de 704,75 millones de dólares en 2016; aproximadamente $ 403.2 millones de eso se esperaba que impactaran el Valle de Coachella, $ 106 millones de los cuales se destinarían a negocios en Indio. Se esperaba que la ciudad ganara 3,18 millones de dólares en impuestos a las entradas de los dos festivales en 2016.
El éxito de Coachella llevó a Goldenvoice a realizar festivales de música adicionales en el Empire Polo Club. Fundó el festival de música country Stagecoach en 2007 y continúa celebrándolo anualmente. En 2011, el promotor organizó el festival Big 4, llamado así por su cuádruple facturación de las bandas más destacadas del thrash metal : Anthrax, Megadeth, Metallica y Slayer. En 2016, Goldenvoice organizó Desert Trip, que contó con actos antiguos orientados al rock y heredados como los Rolling Stones, Paul McCartney y Bob Dylan.